# Tanygnathus
Tanygnathus är ett fågelsläkte i familjen östpapegojor inom ordningen papegojfåglar. Släktet omfattar fem arter som förekommer från Filippinerna söderut till Sulawesi, Moluckerna och Små Sundaöarna:
- Stornäbbad papegoja (T. megalorynchos)
- Blånackad papegoja (T. lucionensis)
- Sulawesipapegoja (T. sumatranus)
- Blåryggig papegoja (T. everetti)
- Svarttyglad papegoja (T. gramineus)